# Synfig
Synfig 是一款自由软件，用途是2D 矢量图形时间轴电脑动画创作，软件原作者是Robert Quattlebaum 得到了Adrian Bentley的大力帮助。
Synfig 原是定制平台，现在已被Voria Studios默认使用， 2005年开放源代码，使用 GNU通用公共許可證.

## 特性
Synfig Studio前后端均可使用，所以若机器性能不足，可以借用另一台电脑的资源（不用显示）
Synfig 是个强大，工业级别的矢量2D动画软件包，其设计的初衷，是为了只用少量的人力和物力来生产故事片级别质量的动画。
"市面上有众多其他的程序在做推进 2D 动画生产效率的事情，但是，直到现在，我们也没发现有哪个软件可以和我们的媲美。"此为内部描述。
 本软件使用的动画技术淘汰这种手工做过渡帧的工作，产生平滑，流畅的运动，而无需动画者逐帧绘制。
可以进行软件渲染，使用梯度表现，可以让绘制者脱离逐帧描绘阴影（即浓淡处理）的困扰。 
同時有大量的即時特效可套用於圖層或圖層群組，如輻射狀模糊效果、顏色調整等，都可以獨立於解析度套用。
其他功能包含能以線條控制點控制並動畫化線條寬度及物件間連結有關的資料。
Synfig能够运用高动态范围成像技术
这样，就可以在少量人力的情况下制作高质量的作品。
也许，您会对 Synfig 动画室的历史感兴趣。

## 格式支持
Synfig使用不标准的xml类格式，涵盖矢量和额外的位图处理工具。 
Digital Video，Avi，Theora 和 MPEG是常见的输出格式。
Synfig把动态图像保存为MNG和GIF；为保证质量也可以使用PNG，BMP，PPM和OpenEXR等格式。 
另外，用其他软件可以转化成Synfig格式。

## 代码
用C++编写，依赖于 GTK+ 库。

## 标志
- Inkscape
- Adobe Flash
- 矢量绘图软件

## 參看
- Blender － 一套開放原始碼3D電腦動畫軟體

## 链接
- Synfig Homepage（页面存档备份，存于）
- 实例，位于Google Video
- 4232 Homepage（页面存档备份，存于）